# Eros (Vorname)
Eros ist ein italienischer männlicher Vorname.

## Namensträger
- Eros Capecchi (* 1986), italienischer Radrennfahrer
- Eros Macchi (1920–2007), italienischer Fernsehregisseur und Dokumentarfilmer
- Eros Pisano (* 1987), italienischer Fußballspieler
- Eros Poli (* 1963), italienischer Radrennfahrer
- Eros Ramazzotti (* 1963), italienischer Sänger und Songwriter
- Eros Riccio (* 1977), italienischer Fernschachspieler